# Vladimir Maslachenko
Vladimir Nikitovich Maslachenko ou Volodymyr Mykytovych Maslachenko - respectivamente, em russo, Владимир Никитович Маслаченко e, em ucraniano, Володимир Микитович Маслаченко (Vasylkivka, 5 de março de 1936 - Moscou, 28 de novembro de 2010) foi um futebolista e comentarista de futebol soviético.

## Carreira

### Clubes
Conquistou a maior parte de seus títulos como jogador do Spartak Moscou, ganhando o campeonato soviético de 1962 e as Copas da URSS de 1963 e 1965. Antes, defendendo as redes do Lokomotiv Moscou, ganhou a Copa da URSS de 1957 (um dos poucos troféus do clube durante a existência do antigo país) e foi eleito nacionalmente o melhor em sua posição em 1961.

## Seleção
Atuou em oito partidas pela Seleção Soviética de Futebol entre 1960 e 1962. Foi um reserva de Lev Yashin nas Copas do Mundo de 1958 e 1962 e na vitoriosa Eurocopa 1960.

## Aposentadoria e falecimento
Seguia no futebol após deixar os gramados, como comentarista, um dos principais da Rússia. Faleceu em decorrência de um derrame.

## Títulos
- Eurocopa: 1960